# Nina Dobrev

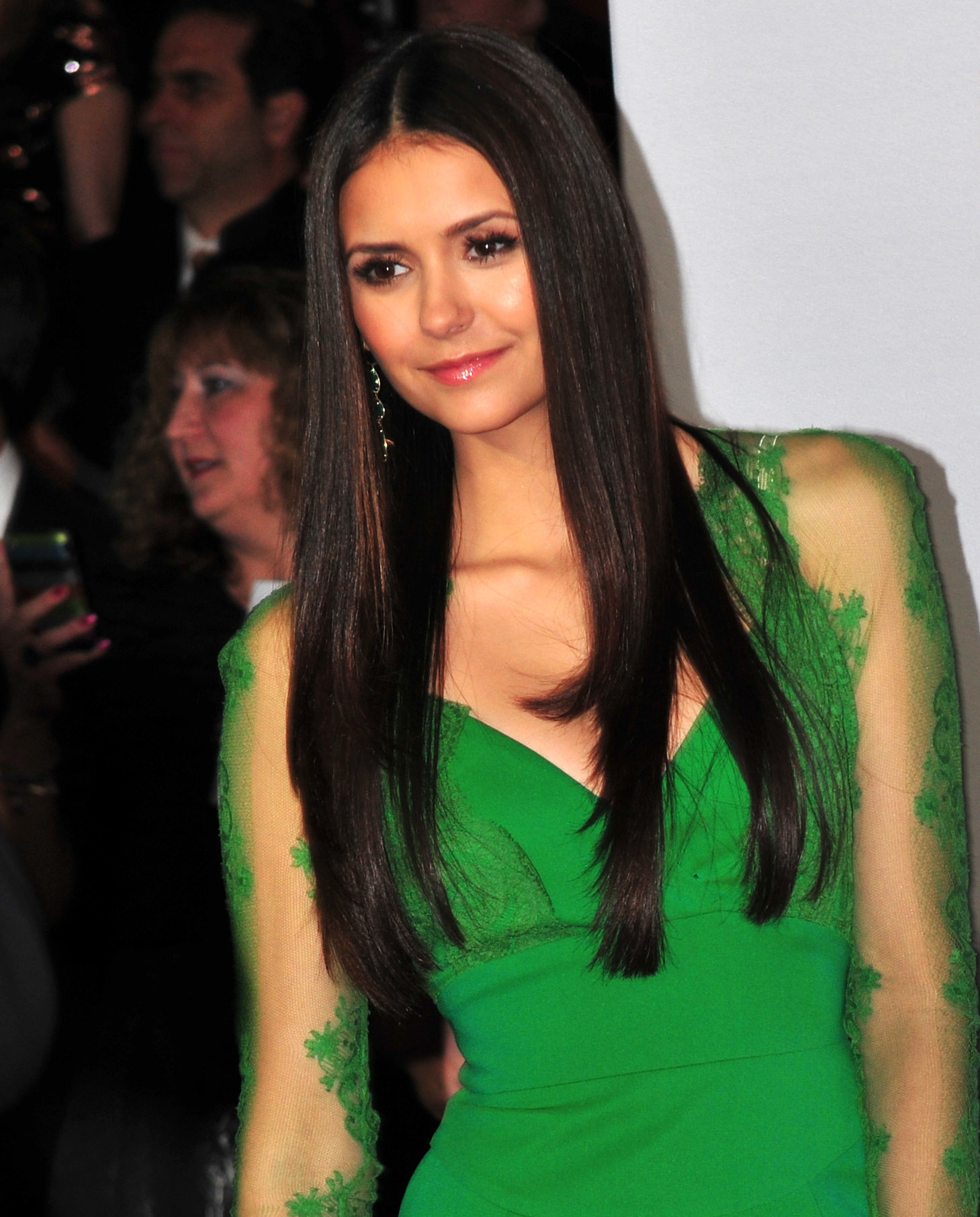
Nina Dobrev år 2014.

Nina Dobrev, född Nikolina Konstantinova Dobreva (bulgariska: Николина Константинова Добрева) den 9 januari 1989 i Sofia i Bulgarien, är en bulgarisk-kanadensisk skådespelare och fotomodell. Hon har spelat rollen som (tonårsmamman) Mia Jones i Degrassi: The Next Generation.  Hon har även spelat rollerna som Elena Gilbert, Katherine Pierce (Katerina Petrova och Amara i The Vampire Diaries och Tatia i The Originals. Nina har en bror som heter Alexander Dobrev.

## Filmografi i urval
- 2006 – Repo! The Genetic Opera
- 2006 – Playing House
- 2006 – Away from Her
- 2007 – How She Move
- 2007 – The Poet
- 2007 – Too Young to Marry
- 2007 – Fugitive Pieces
- 2007 – My Daughter's Secret
- 2008 – Never Cry Werewolf
- 2008 – The American Mall
- 2008 – Mookie's Law
- 2008 – The Border
- 2009 – You Got That Light
- 2009 – Eleventh Hour
- 2006–2009 – Degrassi: The Next Generation (TV-serie)
- 2009 – Degrassi Goes Hollywood
- 2009 – Chloe
- 2011 – The Roommate
- 2011 – Arena
- 2012 – The Perks of Being a Wallflower
- 2009–2015 – The Vampire Diaries (TV-serie)
- 2014 – Let's Be Cops
- 2015 – The Final Girls
- 2017 – xXx: Return of Xander Cage
- 2017 – Workaholics
- 2017 – Flatliners
- 2017 – Crash Pad
- 2018 – Dog Days
- 2018 – Then Came You
- 2019 – Run This Town
- 2019 – Fam
- 2019 – Lucky Day
- 2021 – Love Hard
- 2022 – Kärlek som befriar
- 2024 – The Bricklayer